# Olympique Gymnaste Club de Nice 1971-1972
Questa voce raccoglie le informazioni riguardanti l'Olympique Gymnaste Club de Nice nelle competizioni ufficiali della stagione 1971-1972.

## Maglie e sponsor
Lo sponsor tecnico per la stagione 1971-1972 è Le Coq Sportif.
| Manica sinistra · Manica sinistra · Maglietta · Maglietta · Manica destra · Manica destra · Pantaloncini · Calzettoni |

## Rosa
| N. |                    | Ruolo | Calciatore          |
| -- | ------------------ | ----- | ------------------- |
|    | Francia (bandiera) | P     | Dominique Baratelli |
|    | Francia (bandiera) | P     | Charly Marchetti    |
|    | Uruguay (bandiera) | D     | Juan Pedro Ascery   |
|    | Francia (bandiera) | D     | Francis Camerini    |
|    | Francia (bandiera) | D     | André Chorda        |
|    | Francia (bandiera) | D     | Jean-François Douis |
|    | Francia (bandiera) | D     | Patrick Greck       |
|    | Francia (bandiera) | D     | Francis Isnard      |
|    | Francia (bandiera) | D     | Claude Quittet      |
|    | Francia (bandiera) | D     | Christian Vandini   |
|    | Svezia (bandiera)  | C     | Leif Eriksson       |

| N. |                      | Ruolo | Calciatore              |
| -- | -------------------- | ----- | ----------------------- |
|    | Francia (bandiera)   | C     | Jean-Noël Huck          |
|    | Francia (bandiera)   | C     | Roger Jouve             |
|    | Francia (bandiera)   | C     | Thierry Massa           |
|    | Argentina (bandiera) | C     | Dougall José Montagnoli |
|    | Francia (bandiera)   | A     | Claude Carrer           |
|    | Francia (bandiera)   | A     | Bernard Castellani      |
|    | Francia (bandiera)   | A     | René Fioroni            |
|    | Austria (bandiera)   | A     | Günter Kaltenbrunner    |
|    | Francia (bandiera)   | A     | Charly Loubet           |
|    | Austria (bandiera)   | A     | Helmut Metzler          |
|    | Francia (bandiera)   | A     | Hervé Revelli           |